# Chapel Island First Nation
La Chapel Island First Nation est une Première nation micmacque située dans le nord-est de la Nouvelle-Écosse au Canada dont la population est de 576 membres. Elle est située sur l'île Chapel dans le lac Bras d'Or. Son nom micmac est Potlotek.

## Réserves
La Première nation de Chapel Island est répartie en deux réserves:
- Chapel Island 5
- Malagawatch 4 (avec quatre autres nations)